# Rosana Serrano
Rosana Serrano (17 de julho de 1998) é uma remadora cubana.
Serrano competiu nos Jogos Pan-Americanos de 2019, onde recebeu uma medalha de bronze na modalidade skiff duplo peso leve feminino, junto de Milena Venega.